# 巫山巴鲵
巫山巴鲵（学名：Liua shihi）也称施氏巴鲵，为小鲵科巴鲵属的两栖动物，俗名娃娃鱼，是中国的特有物种。分布于湖北、河南、四川、陕西等地，一般栖息于小流水沟内。其生存的海拔范围为900至2350米。该物种的模式产地在四川东部。
因学术界对于巴鲵属的有效性存在争议，本种原被归为北鲵属（Ranodon），称为巫山北鲵。